# قطعنامه ۴۷۴ شورای امنیت
قطعنامه ۴۷۴ شورای امنیت سازمان ملل متحد که در تاریخ ۱۷ ژوئن ۱۹۸۰ تصویب شد، سندی بین‌المللی دربارهٔ اسرائیل-لبنان است. این قطعنامه طی نشست ۲٬۲۳۲ام با ۱۲ موافق، ۰ مخالف و ۲ ممتنع تصویب شد.